# 奧澤爾諾沃河
奧澤爾諾沃河是俄羅斯的河流，位於堪察加半島，河道全長約14公里，河水主要來自融雪和雨水，最終注入基爾加尼克河，是虹鱒和遠東紅點鮭的棲息地。